# France Binard
Pour les articles homonymes, voir Binard et Hérold.
France Binard, plus connue sous le nom de plume de Véra Hérold, née le 31 décembre 1917 à Bordeaux et morte le 26 janvier 2003 à Saint-Yrieix-sous-Aixe, est une poétesse et céramiste française.

## Biographie
France Renée Binard perd 8 membres de sa famille maternelle dans les camps de concentration nazis dont sa mère, juive polonaise, qui avait été une sympathisante de Jean Jaurès durant la Première Guerre mondiale.
Au printemps 1944, elle rencontre le peintre Jacques Hérold, qu'elle épouse après son divorce avec sa première femme Violette.
Elle est une figure importante du groupe surréaliste jusqu'à ce qu'elle le quitte en 1947 ou 1948, en solidarité avec Victor Brauner, exclu pour « dandisme apolitique ». En 1948, elle fonde avec Sarane Alexandrian, Claude Tarnaud, Jindřich Heisler et Stanislas Rodanski la revue surréaliste NEON (5 numéros de janvier 1948 à avril 1949). Cette revue, qui se propose d'apporter une nouvelle lumière sur le monde et d'aller du Néant à l'Être, porte en exergue la formule « N'Être rien Être tout Ouvrir l'être ».
Brièvement membre des Jeunesses communistes après la guerre, elle rejoint en 1957 le réseau Jeanson — qui opère en tant que groupe de soutien du FLN durant la guerre d'Algérie — principalement en collectant et en transportant fonds et faux papiers. Elle est arrêtée en février 1960, en même temps que d'autres membres du réseau, comme la peintre tachiste américaine Gloria de Herreda, avec qui elle vivait à Paris, ou le comédien Jacques Charby,. Leur procès collectif débute en septembre 1960. Défendue par Jacques Mercier et Gisèle Halimi (ensuite remplacée par Claudine Nahori), France Binard est condamnée pour atteinte à la sûreté de l'État à 10 ans de réclusion et incarcérée à la prison de la Petite-Roquette. En 1961, six détenues du réseau Jeanson s'en évadent, après plusieurs mois de préparation physique. France Binard, qui devait s'enfuir avec elles, ne parvient pas à s'échapper et reste emprisonnée jusqu'en mars 1963. Après quoi elle part en Algérie où elle acquiert la nationalité algérienne.
Elle meurt en 2003 à Saint-Yrieix-Sous-Aixe.

## Œuvres
- Le Grand Je, revue NEON, 1948 (NEON, dans les collections de la bibliothèque Kandinsky )

## Pour approfondir